# Pennsylvania Farm Show Complex & Expo Center
Das Pennsylvania Farm Show Complex & Expo Center ist ein Mehrzweckhallenkomplex in der US-amerikanischen Stadt Harrisburg im Bundesstaat Pennsylvania. Der Komplex wurde 1966 eröffnet und ist seitdem Hauptschauplatz der jährlich stattfindenden Pennsylvania Farm Show.

## Geschichte
Die Anfänge der „Pennsylvania Farm Show“ gehen auf das Jahr 1917 zurück, als in Harrisburg zum ersten Mal eine Veranstaltung dieser Art stattfand. Bis 1931 wurde die Schau alljährlich an verschiedenen Veranstaltungsorten abgehalten und kam ab dem gleichen Jahr ins Main Exhibition Building. Mit der Zeit gewann die Veranstaltung landesweit immer mehr an Bekanntheit, wobei die  für die „Pennsylvania Farm Show 2010“ eine Besucherzahl von 400.000 Personen erwartet wird. Insgesamt werden bei der Schau im Jahre 2010 rund 6.000 Tiere und 10.000 weitere Exponate von 270 verschiedenen Ausstellern bereitgestellt werden.
Neben der „Pennsylvania Farm Show“ finden in den Hallen auch Konzerte, Autoschauen, Pferdeverkäufe etc. statt. Von 1991 bis 2003 war eine der Hallen die Hauptspielstätte von Harrisburg Heat, einem Profihallenfußballteam mit Spielbetrieb in den ehemaligen Ligen National Professional Soccer League und Major Indoor Soccer League. Zwischenzeitlich spielte in den Jahren 1994 und 1995 auch das Basketballteam Harrisburg Hammerheads, Mitglied der Continental Basketball Association, in einer der verschiedenen Hallen des Komplexes. In den Jahren 2009 bis 2013 war das Profi-Indoor-Football-Franchise Harrisburg Stampede mit Spielbetrieb in der 2005 gegründeten AIFA in einer der vielen Hallen aktiv und trug dort seine Heimspiele aus. 2012 nannte das neugegründete Indoor-Soccer-Franchise Harrisburg Heat mit Spielbetrieb in der Major Arena Soccer League das Pennsylvania Farm Show Complex & Expo Center zu seiner Heimspielstätte. 2016 wechselten die zuvor als York Capitals bekannten Central Penn Capitals, ein Indoor-Football-Franchise, von York, Pennsylvania, nach Harrisburg, Pennsylvania, und benannten sich erst hier in Central Penn Capitals um. Zuvor in der York City Ice Arena aktiv, nahmen sie in diesem Jahr den Heimspielbetrieb ebenfalls im Pennsylvania Farm Show Complex & Expo Center auf.

## Hallen und Kapazität
Der 1966 eröffnete Komplex bietet bei Sportveranstaltungen insgesamt rund 7.600 Personen Platz. Im gesamten Komplex befinden sich sechs Hallen, eine Arena, in der zum Großteil Pferdesportarten wie Dressurreiten etc. ausgetragen werden, sowie eine große Arena (ähnlich der Pferdesporthalle). Weiters gibt es noch einen separaten Hallenteil mit 918 Sitzplätzen, in dem hauptsächlich Aktionen stattfinden. Die Eingangshalle, die rund um die sogenannte Large Hall führt, bietet mit knapp 2.000 m² Fläche auch noch Platz für Aussteller mit ihren Ständen. Außerdem befindet sich neben dem Komplex eine Scheune mit insgesamt 124 Stallungen.
Die Hallen und Arenen im Überblick (absteigend nach Größe geordnet):
- Exposition Hall: 172.000 sq ft (ca. 16.000 m²)
- Main Hall: 146.527 sq ft (ca. 13.600 m²)
- North Hall: 56.000 sq ft (ca. 5.200 m²)
- North West Hall: 55.000 sq ft (ca. 5.100 m²)
- Equine Arena: 39.200 sq ft (ca. 3.600 m²), Pferdesporthalle (1.660 Sitzplätze)
- North East Hall: 38.600 sq ft (ca. 3.600 m²)
- West Hall: 38.000 sq ft (ca. 3.500 m²)
- New Holland Arena: 28.000 sq ft (ca. 2.600 m²), Sporthalle (7.318 Sitzplätze); im Jahre 2016 wurde die Large Hall in New Holland Arena umbenannt
- Large Arena Concourse: 21.000 sq ft (ca. 2.000 m²)
- Lower Spine: 17.300 sq ft (ca. 1.600 m²)
- Sale Arena: 4.000 sq ft (ca. 400 m²), Auktionshalle (918 Sitzplätze)